# Nights Cold
「Nights Cold」（ナイツ コールド）は、山下智久の11枚目のシングル。2020年7月15日にSME Recordsから発売された。

## 概要
前作「CHANGE」から約1年ぶりとなるシングル。
表題曲は、メインキャストの一人として出演するHuluオリジナル日欧共同製作ドラマ「THE HEAD」のエンディングテーマに起用された。山下自身としても初の世界楽曲タイアップで、作詞にも参加している。サビの歌詞は、あえて日本語で作詞した。
「Nights Cold」は、CD発売と同時に世界30カ国以上で配信された。また、日本語を含む全７カ国語（中国語(繁体字・簡体字)、インドネシア語、タイ語、韓国語、スペイン語、英語）のリリックビデオが制作され、それぞれの母国語とする国のYouTubeで限定公開された。
初回生産限定盤2種、通常盤の計3形態でのリリースで、通常盤には初回仕様盤が存在する。
また、通常盤初回仕様にはオリジナル動画（山下本人が監督・プロデュースを務めた「Basics」のミュージックビデオ）視聴シリアルコード付チラシが封入されており、特設サイトでオリジナル動画が期間限定で視聴可能だった。
ジャニーズ事務所所属時最後の山下のシングルである。

## 収録曲

### CD

#### 通常盤
1. Nights Cold [3:26]
作詞：Tomohisa Yamashita・WAKE、作曲：Shogo・Tomoyuki Hirakawa、編曲：Tomoyuki Hirakawa・Hirotaka Hayakawa
JASRAC作品コード：254-8898-8
Huluオリジナルドラマ『THE HEAD』エンディングテーマ
2. リナリア [3:46]
作詞：Tomohisa Yamashita・WAKE、作曲：Justin Stein・Jesper Jenset・Jonas Jeberg、編曲：Jonas Jeberg
JASRAC作品コード：7F3-7309-6
3. Basics [3:04]
作詞：Tomohisa Yamashita・WAKE、作曲：Dewain Whitmore・Tony Ferrari・Jason Mater、編曲：Jason Mater
JASRAC作品コード：7F3-7307-0

#### 初回生産限定盤A/B
1. Nights Cold
2. リナリア
3. Nights Cold -Instrumental-

### DVD

#### 初回生産限定盤A
1. ドキュメント映像「Breathe With Me In Iceland」

#### 初回生産限定盤B
1. 「Nights Cold」Music Video